# Lgota (powiat Wadowicki)
Lgota is een dorp in de Poolse woiwodschap Klein-Polen. De plaats maakt deel uit van de gemeente Tomice en telt 429 inwoners.